# ROBOBASE
ROBOBASE（ロボベース）は、三重県桑名市にあったロボット教室。現在はジャパンロボットスクール株式会社が運営する「ジャパンロボットスクール」に組織が改められている。

## 概要
2009年6月に桑名市のFA設備を手がける株式会社グローバックスが、名古屋市大須のアメ横ビル1階にロボット専門店をオープン。「ロボットと人間の共存共栄を実現させるための情報発信基地」をコンセプトに、各ロボットの展示・販売を推進すると共に、地域の子供たちに夢や希望を抱いてもらうために、ロボット教室なども開催した。
ロボットがダンスなどのパフォーマンスを繰り広げるエンターテイメントショーなど、各種イベントを通じてロボットへの憧れを抱いてもらう活動も進めている。
名古屋開府400年に合わせて、織田信長の鎧をまとったロボットをつくるなど、地域に密着したロボット作りも行っている。
2015年に講師の服部秀男が代表を務めるジャパンロボットスクール株式会社に運営が委譲され、名称も「ジャパンロボットスクール」となった。

## 沿革
- 2009年
  - 6月19日 - 大須・アメ横ビル1階に“ROBOBASE”プレオープン
  - 6月21日 - ROBOBASE 正式オープン、ROBOBASE Online Shop 同時オープン
  - 8月7日 - ロボットクリエーター 高橋智隆がROBOBASE顧問に就任
- 2011年6月1日 - 店舗を大須から大官町へ移転・リニューアルオープン
- 2013年1月31日 - ロボベースの店舗・オンラインショップを閉店 ロボット教室に注力
- 2014年8月1日 - 代表の後藤大介が関与する総合スポーツクラブ・ヴィアティン三重のロボット教室「ヴィアティンロボット教室」に改名[8]。
- 2015年9月15日 - ジャパンロボットスクール株式会社が事業を引き継ぎ、教室を運営
- 時期不明 - 閉業[9]

## 事業内容
- ホビーロボット販売（休止中）
  - ホビーロボット
  - コミュニケーションロボット
  - トイロボット
  - 工作キット
  - メタルキット
  - ロボットインテリア
  - ペーパークラフト
  - 各種ホビーロボットパーツ
- ロボット教室
  - ロボット工作教室
  - ロボットイベントの企画

## 出演
- CBCテレビ そこが知りたい 特捜!坂東リサーチ「大須観音かいわいぶらり旅」 2010年2月3日放送
- 中京テレビ ストレートニュース「より身近に!次世代ロボット産業最前線」 2010年2月18日放送